# NyxAir
A NyxAir, cégszerű megnevezéssel NyxAir OÜ észt regionális légitársaság, amely menetrendszerű és charterjáratokkal végez utas- és teherszállítást. Központja Tallinnban található, bázisrepülőtere a Tallinni Lennart Meri repülőtér.
A légitársaságot 2017. október 30-án alapították. Két tulajdonosa Jaanus Ojamets és Indrek Raig, mindketten 50-50%-os részesedéssel rendelkeznek a vállalatban. Az Észt  Közlekedési Hatóság 2018. június 7-én adta ki a légitársaságnak a légifuvarozási engedélyt (AOC).
A cég kezdetben charterjáratokat repült. 2020-ban és 2021-ben azonban észtországi, finnországi és svédországi belföldi járatokra is szerzett jogot. Észtországban a 2020 decemberében indította el a Tallinn és a  Saaremaa szigeten található Kuressaare közötti járatát. 2020. augusztus 10-től a NyxAir három belföldi útvonalat üzemeltetett Svédországban. A társaság a norvég Air Leap megbízásából Stockholm Bromma repülőtérről Göteborgba, Malmőbe és Ängelholmba közlekedett. 2021 májusától Finnországban Helsinki és Jakobstad, Kokkola, Kemi és Jyväskylä között üzemeltet járatokat.
A légitársaság elnyerte az észt kormánynak Hiuuma légi összeköttetésére kiírt tenderét 4,3 millió eurós is, így a NyxAir 2023. január végétől működtethet légijáratokat a sziget. központja, Kärdla és a főváros, Tallinn között. (Korábban ezen az útvonalon a litván Transaviabaltika gépei közlekedtek, a litván cég szerződése 2023. január 28-án lejárt.)
2023 nyarától a NyxAir heti két járatot tervez Helsinki és Pärnu között. Ezen a vonalon 50 személyes Saab 2000-es repülőgépeket fognak közlekedtetni.

## Flotta
2023-as állapot szerint a légitársaság 12 db regionális utas- és teherszállító repülőgéppel rendelkezik:
- 2 db ATR 42–500
- 5 db Saab 340 (ezek közül egy teherszállító)
- 4 db Saab 2000